# Kim Chang-min (Eishockeyspieler)
Kim Chang-min (* 15. August 1988) ist ein ehemaliger nordkoreanischer Eishockeyspieler.

## Karriere
Kim Chang-min nahm für die nordkoreanische Nationalmannschaft an den Winter-Asienspielen 2007, bei denen das Team den fünften Platz unter elf Mannschaften belegte, und an der Weltmeisterschaft der Division III 2008, bei der er gemeinsam mit seinem Landsmann Ri Kum-song drittbester Scorer hinter dem Griechen Dimitrios Kalyvas und dem Türken Emrah Özmen war.
Auf Vereinsebene spielte er für die Mannschaft Susan.

## Erfolge und Auszeichnungen
- 2008 Aufstieg in die Division II bei der Weltmeisterschaft der Division III